# Black Warrior (folyó)
A Black Warrior folyó a Tombigbee mellékfolyója az Egyesült Államok nyugatközép Alabama államában. Hossza 286 km, vízgyűjtő medencéjének kiterjedése 16 250 km². Vízgyűjtő területe a felső folyásnál, az Appalache-hegység lábánál, Birmingham város északi és nyugati részénél erdős terület. A folyón duzzasztók, vízgyűjtő tavak láncolata van, melyet elektromos áram fejlesztésére használnak, s egyben a környék ivóvízszükségletét is kielégíti. A folyó a felduzzasztott részeken hajózható.

## Mesterséges tavai
Az 1880-as évek kezdetén a szénbányák gát és duzzasztó rendszereket kezdtek építeni. A 17 gát és duzzasztó rendszerből 16 gát és duzzasztót homokkőből építették a folyó medencéjéből kibányászott kőből. A hatalmas tömböket kézi erővel munkálták meg a gát építéséhez. Ezeknek a duzzasztóknak egy része még működött az 1960-as évekig. 1915-ben építették a 17-es gátat, a John Hollis Bankhead gátat és duzzasztót, amely ma is működik, és egyben az utolsó az eredeti gátakból. A 17-es gát és a Holt gát és duzzasztó az Alabama Power tulajdona és a villamoserőművek ma is dolgoznak, s Birminghamt és Tuscaloosát (Alabama) látják el elektromossággal. A folyó e szakasza hajózható, s ez az Államok leghosszabb hajózható csatornája, amely kiterjesztettek része a Mexikói-öböltől Birminghamis csatorna rendszernek.

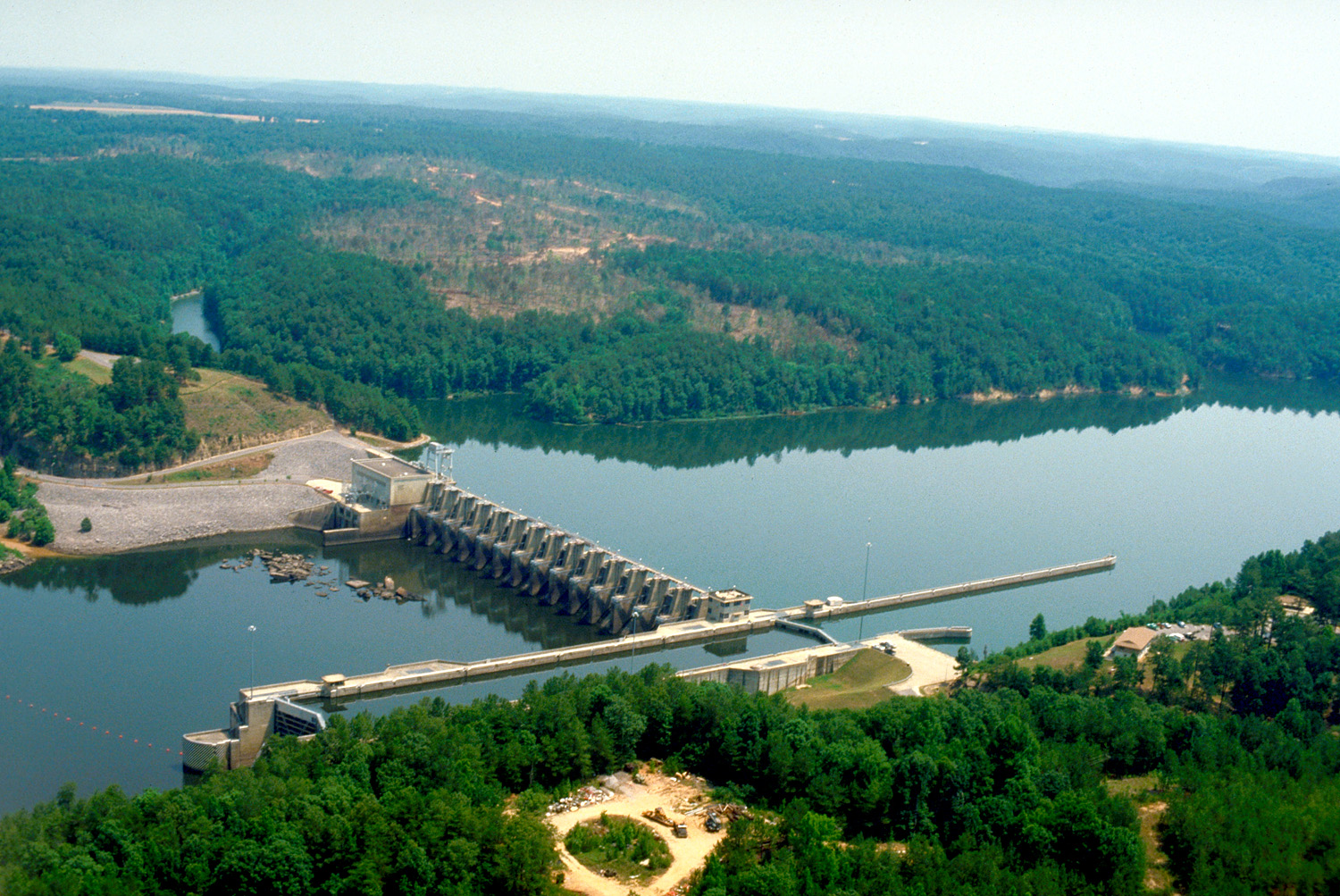
Holt gát és duzzasztó
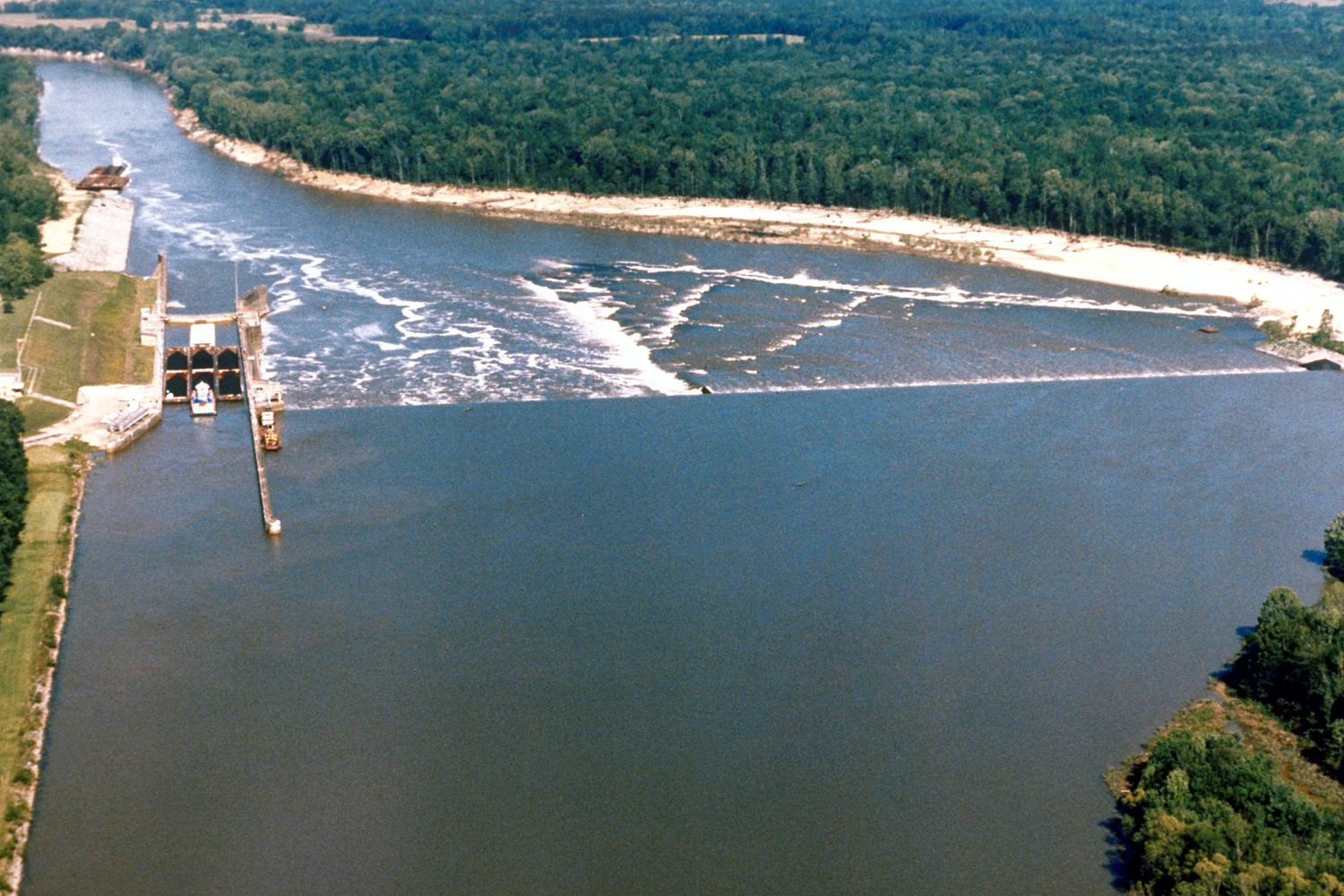
Demopolis gát és duzzasztó
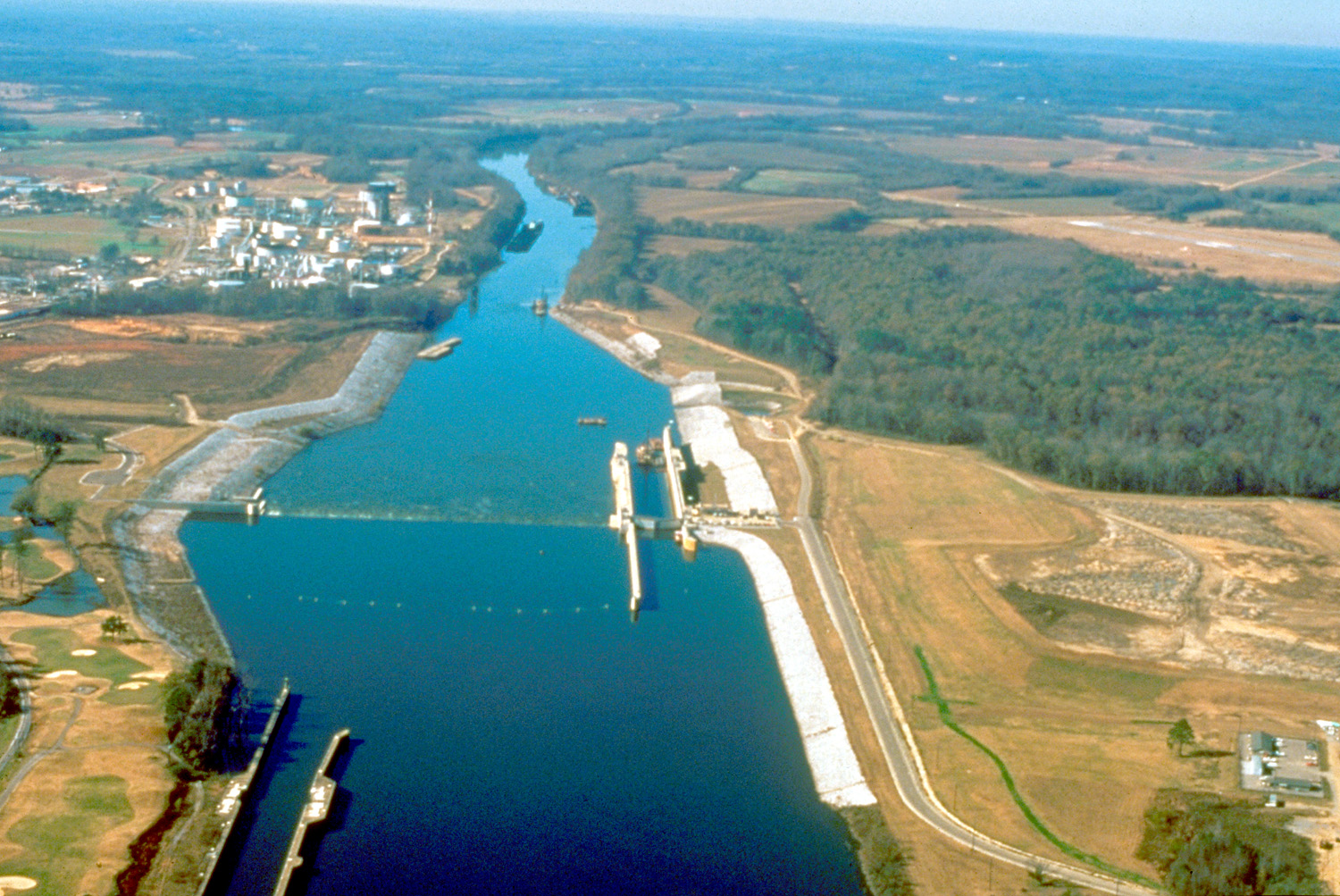
Oliver gát és duzzasztó

## Hidak a Black Warrior folyón
- U.S. 43 Bridge, US 43 útvonal, Marengo megye
- Railroad Bridge, Hale megye
- Interstate 20/59 Northbound Bridge, Interstate 20/59, Fosters megye
- Foster Ferry Bridge, US 11/US 43 utak, Fosters megye
- Tuscaloosa Bypass toll bridge, Black Warrior Parkway, Tuscaloosa megye
- Railroad Bridge, KCS Railroad Bridge, Tuscaloosa megye
- Hugh R. Thomas Bridge, US 43/ AL 69 utak, Tuscaloosa megye
- Woolsey Finnell Bridge, US 82 út, Tuscaloosa megye
- Paul Bryant Bridge, AL 297 út Holt és Tuscaloosa megye
- Franklin Ferry Bridge, 21 út, Jefferson megye[1]